# Szivarsodrás
A szivarsodrás olyan technológiai folyamat, amellyel előkészített dohánylevelekből szivarokat állítanak elő.

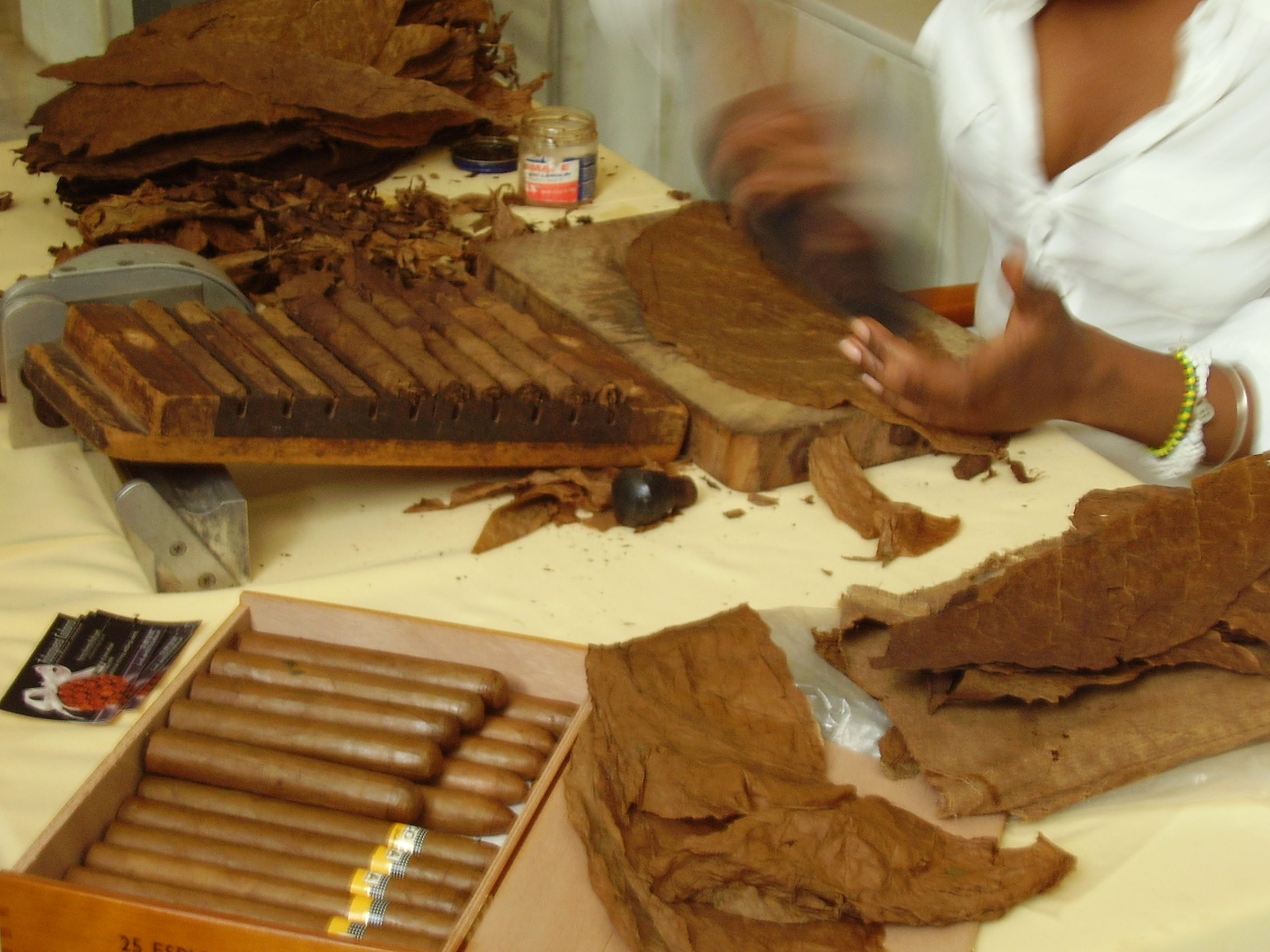

A szivarok kézi sodrásánál két, vagy három (kivételes esetekben négy) tölteléklevelet készítenek elő. Ezeket előbb legyező alakban leterítik, majd belesodorják a kötőlevelekbe. A folyamatot nagyfokú szaktudással rendelkező személyek csinálhatják, mert ha a töltelékdohányt nem megfelelően sodorják be, akkor az elkészült szivar nem szelel rendesen.
A besodort leveleket ezután egy fa présbe helyezik, ahol a megfelelő formára alakítják. A kilógó szivarleveleket levágják, majd a chavetával (ovális acélkés) előkészítik a burkolólevelet.
A burkolólevél közepét használják, amelyen az előzetes válogatási eljárások miatt már nincs vastagabb ér, vagy sérülés. A töltelékleveleket a burkolólevélre helyezik, és a széle felől kezdik feltekerni.
A szivar gyengébben tömörített végét egy íztelen és színtelen növényi eredetű ragasztóval, a tragantmézgával ragasztják le. Az így elkészített szivart oldalirányú hengergetéssel még formázzák, majd egy kerek burkolólevél darabból sapkát formáznak, és a szivar végére helyezik. Egyes speciális, drága szivaroknál a sapka szerepét maga a megformázott burkolólevél veszi át.
A szivart az utolsó készítési fázisban még a megfelelő hosszúságúra vágják, a sapkával leragasztott véggel ellentétes oldalon.

## Szivarsodrók

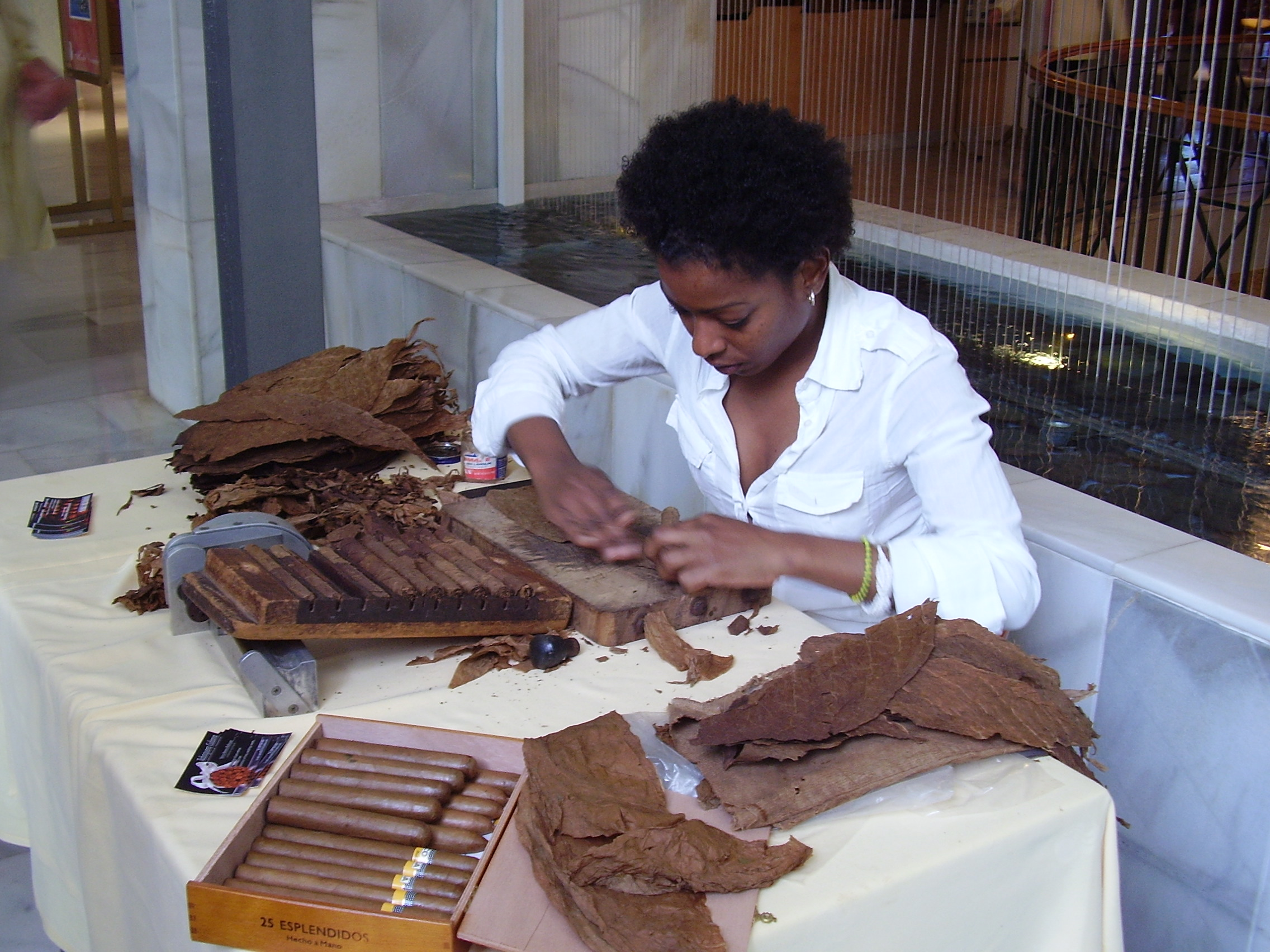

A hagyományos szivar-manufaktúrákban a torcedorék nagy méretű termekben dolgoznak, ahol a sodrók kiválasztanak egy felolvasót, aki egész nap újságokból, vagy könyvekből olvas fel. Munkáját a sodrók saját bérük egy részével honorálják.
Általában egy-egy sodró a tölteléklevelek hajtogatásától a szivar végső méretre vágásáig egyedül készíti a szivarokat, melyért felelősséggel tartozik. Egy nap átlagosan 120 közepes nagyságú szivar az elvárt teljesítmény, de egyes sodrók nevét széles körben ismerik profizmusuk, és átlagosnál nagyobb teljesítményük miatt.
A szivarsodrók nyolc órát dolgoznak naponta, és naponta hazavihetnek az elkészült dohánytermékből (leggyakrabban öt darabot), illetve munka közben bármennyit szivarozhatnak.
A torcedorékat tapasztalatuk alapján kategóriákba sorolják, és a megfelelő kategóriákhoz rendelt szivarfajtákat készíthetik csak (méret, forma stb.).